# Campeonato Brasileiro de Futebol de 2019 - Série C
A Série C do Campeonato Brasileiro de Futebol de 2019 foi uma competição equivalente à terceira divisão do futebol do Brasil. Contando como a 29.ª edição da história, foi disputada por vinte clubes, onde os quatro mais bem colocados ganharam acesso à Série B de 2020 e os dois últimos colocados de cada grupo na primeira fase foram rebaixados à Série D de 2020.
Decidiram o campeonato dois clubes do Nordeste, com o Náutico garantindo seu primeiro título a nível nacional ao superar o Sampaio Corrêa. No jogo de ida, no Recife, o time da casa venceu por 3–1, vantagem suficiente para a conquista com o empate em 2–2 no jogo da volta, em São Luís. Eliminados nas semifinais, Juventude e Confiança obtiveram o acesso para a Série B de 2020 juntamente com as duas equipes finalistas.
Por outro lado, o Atlético Acreano foi o primeiro clube matematicamente rebaixado para a Série D em 2020, ao ser goleado pelo Paysandu por 4–0 em Belém, na 16ª rodada. Na rodada seguinte, o Luverdense foi despromovido, após também perder para o Paysandu, por 3–1, no Passo das Emas. O ABC teve o rebaixamento confirmado em 18 de agosto, um dia após empatar por 1–1 com o Sampaio Corrêa em Natal, prejudicado pela vitória do Treze sobre o Confiança. Quem completou a lista de rebaixados foi o Globo, que foi derrotado pelo ABC em casa, por 2–0, terminando na última colocação de seu grupo.

## Formato e regulamento
A edição de 2019 manteve o formato em vigor desde 2012. A competição foi disputada por 20 clubes, divididos em dois grupos: Grupo A e Grupo B. Em cada grupo, os times se enfrentaram duas vezes – jogos de ida e volta – totalizando 18 rodadas, com os quatro melhores de cada grupo avançando para a fase eliminatória. As duas piores equipes de cada grupo foram rebaixadas para a Série D de 2020. Por outro lado, os quatro semifinalistas se garantiram automaticamente na Série B de 2020. Desde 2018 não há a regra do gol marcado fora de casa como critério de desempate nos confrontos de eliminatórios (a partir das quartas de final).

### Critérios de desempate
Caso haja empate de pontos entre dois ou mais clubes, os critérios de desempate serão aplicados na seguinte ordem:
1. Número de vitórias
2. Saldo de gols
3. Gols marcados
4. Confronto direto
5. Número de cartões vermelhos
6. Número de cartões amarelos
7. Sorteio

## Participantes
| Equipe              | Cidade             | Estado | Em 2018       | Estádio (mando)     | Capacidade | Títulos        |
| ------------------- | ------------------ | ------ | ------------- | ------------------- | ---------- | -------------- |
| ABC                 | Natal              | RN     | 15º           | Frasqueirão         | 15 082     | 1 (2010)       |
| Atlético Acreano    | Rio Branco         | AC     | 6º            | Florestão           | 10 000     | 0 (não possui) |
| Boa Esporte         | Varginha           | MG     | 20º (Série B) | Melão               | 15 471     | 1 (2016)       |
| Botafogo-PB         | João Pessoa        | PB     | 8º            | Almeidão (PB)       | 19 000     | 0 (não possui) |
| Confiança           | Aracaju            | SE     | 10º           | Batistão            | 15 586     | 0 (não possui) |
| Ferroviário         | Fortaleza          | CE     | 1º (Série D)  | Arena Castelão      | 63 903     | 0 (não possui) |
| Globo               | Ceará-Mirim        | RN     | 14º           | Barretão            | 10 068     | 0 (não possui) |
| Imperatriz          | Imperatriz         | MA     | 4º (Série D)  | Frei Epifânio       | 10 000     | 0 (não possui) |
| Juventude           | Caxias do Sul      | RS     | 19º (Série B) | Alfredo Jaconi      | 19 924     | 0 (não possui) |
| Luverdense          | Lucas do Rio Verde | MT     | 9º            | Passo das Emas      | 10 000     | 0 (não possui) |
| Náutico             | Recife             | PE     | 5º            | Aflitos             | 22 856     | 0 (não possui) |
| Paysandu            | Belém              | PA     | 17º (Série B) | Curuzu              | 16 200     | 0 (não possui) |
| Remo                | Belém              | PA     | 13º           | Mangueirão          | 45 007     | 1 (2005)       |
| Sampaio Corrêa      | São Luís           | MA     | 18º (Série B) | Castelão            | 40 149     | 1 (1997)       |
| Santa Cruz          | Recife             | PE     | 7º            | Arruda              | 60 044     | 1 (2013)       |
| São José-RS         | Porto Alegre       | RS     | 3º (Série D)  | Passo d'Areia       | 14 000     | 0 (não possui) |
| Tombense            | Tombos             | MG     | 11º           | Almeidão (MG)       | 3 050      | 0 (não possui) |
| Treze               | Campina Grande     | PB     | 2º (Série D)  | Presidente Vargas   | 12 000     | 0 (não possui) |
| Volta Redonda       | Volta Redonda      | RJ     | 16º           | Raulino de Oliveira | 20 255     | 0 (não possui) |
| Ypiranga de Erechim | Erechim            | RS     | 12º           | Colosso da Lagoa    | 22 000     | 0 (não possui) |

## Estádios
| ABC | Atlético Acreano | Boa Esporte | Botafogo-PB | Confiança | Ferroviário         |
| --- | --- | --- | --- | --- | ------------------- |
| Frasqueirão | Florestão | Melão | Almeidão (PB) | Batistão | Arena Castelão      |
| Capacidade: 15 082 | Capacidade: 10 000 | Capacidade: 15 471 | Capacidade: 39 000 | Capacidade: 15 586 | Capacidade: 63 903  |
| | | | | | Arena Castelão      |
| Globo | \| ABC Atlético Acreano Boa Esporte Botafogo-PB Confiança Ferroviário Globo Imperatriz Juventude Luverdense Náutico Paysandu Remo Sampaio Corrêa São José-RS Santa Cruz Tombense Treze Volta Redonda Ypiranga-RSLocalização dos times por Estado. Grupo A; Grupo B. Localização das equipes participantes da Série C de 2019 \| | \| ABC Atlético Acreano Boa Esporte Botafogo-PB Confiança Ferroviário Globo Imperatriz Juventude Luverdense Náutico Paysandu Remo Sampaio Corrêa São José-RS Santa Cruz Tombense Treze Volta Redonda Ypiranga-RSLocalização dos times por Estado. Grupo A; Grupo B. Localização das equipes participantes da Série C de 2019 \| | \| ABC Atlético Acreano Boa Esporte Botafogo-PB Confiança Ferroviário Globo Imperatriz Juventude Luverdense Náutico Paysandu Remo Sampaio Corrêa São José-RS Santa Cruz Tombense Treze Volta Redonda Ypiranga-RSLocalização dos times por Estado. Grupo A; Grupo B. Localização das equipes participantes da Série C de 2019 \| | \| ABC Atlético Acreano Boa Esporte Botafogo-PB Confiança Ferroviário Globo Imperatriz Juventude Luverdense Náutico Paysandu Remo Sampaio Corrêa São José-RS Santa Cruz Tombense Treze Volta Redonda Ypiranga-RSLocalização dos times por Estado. Grupo A; Grupo B. Localização das equipes participantes da Série C de 2019 \| | Imperatriz          |
| Barretão | \| ABC Atlético Acreano Boa Esporte Botafogo-PB Confiança Ferroviário Globo Imperatriz Juventude Luverdense Náutico Paysandu Remo Sampaio Corrêa São José-RS Santa Cruz Tombense Treze Volta Redonda Ypiranga-RSLocalização dos times por Estado. Grupo A; Grupo B. Localização das equipes participantes da Série C de 2019 \| | \| ABC Atlético Acreano Boa Esporte Botafogo-PB Confiança Ferroviário Globo Imperatriz Juventude Luverdense Náutico Paysandu Remo Sampaio Corrêa São José-RS Santa Cruz Tombense Treze Volta Redonda Ypiranga-RSLocalização dos times por Estado. Grupo A; Grupo B. Localização das equipes participantes da Série C de 2019 \| | \| ABC Atlético Acreano Boa Esporte Botafogo-PB Confiança Ferroviário Globo Imperatriz Juventude Luverdense Náutico Paysandu Remo Sampaio Corrêa São José-RS Santa Cruz Tombense Treze Volta Redonda Ypiranga-RSLocalização dos times por Estado. Grupo A; Grupo B. Localização das equipes participantes da Série C de 2019 \| | \| ABC Atlético Acreano Boa Esporte Botafogo-PB Confiança Ferroviário Globo Imperatriz Juventude Luverdense Náutico Paysandu Remo Sampaio Corrêa São José-RS Santa Cruz Tombense Treze Volta Redonda Ypiranga-RSLocalização dos times por Estado. Grupo A; Grupo B. Localização das equipes participantes da Série C de 2019 \| | Frei Epifânio       |
| Capacidade: 10 068 | \| ABC Atlético Acreano Boa Esporte Botafogo-PB Confiança Ferroviário Globo Imperatriz Juventude Luverdense Náutico Paysandu Remo Sampaio Corrêa São José-RS Santa Cruz Tombense Treze Volta Redonda Ypiranga-RSLocalização dos times por Estado. Grupo A; Grupo B. Localização das equipes participantes da Série C de 2019 \| | \| ABC Atlético Acreano Boa Esporte Botafogo-PB Confiança Ferroviário Globo Imperatriz Juventude Luverdense Náutico Paysandu Remo Sampaio Corrêa São José-RS Santa Cruz Tombense Treze Volta Redonda Ypiranga-RSLocalização dos times por Estado. Grupo A; Grupo B. Localização das equipes participantes da Série C de 2019 \| | \| ABC Atlético Acreano Boa Esporte Botafogo-PB Confiança Ferroviário Globo Imperatriz Juventude Luverdense Náutico Paysandu Remo Sampaio Corrêa São José-RS Santa Cruz Tombense Treze Volta Redonda Ypiranga-RSLocalização dos times por Estado. Grupo A; Grupo B. Localização das equipes participantes da Série C de 2019 \| | \| ABC Atlético Acreano Boa Esporte Botafogo-PB Confiança Ferroviário Globo Imperatriz Juventude Luverdense Náutico Paysandu Remo Sampaio Corrêa São José-RS Santa Cruz Tombense Treze Volta Redonda Ypiranga-RSLocalização dos times por Estado. Grupo A; Grupo B. Localização das equipes participantes da Série C de 2019 \| | Capacidade: 12 500  |
| | \| ABC Atlético Acreano Boa Esporte Botafogo-PB Confiança Ferroviário Globo Imperatriz Juventude Luverdense Náutico Paysandu Remo Sampaio Corrêa São José-RS Santa Cruz Tombense Treze Volta Redonda Ypiranga-RSLocalização dos times por Estado. Grupo A; Grupo B. Localização das equipes participantes da Série C de 2019 \| | \| ABC Atlético Acreano Boa Esporte Botafogo-PB Confiança Ferroviário Globo Imperatriz Juventude Luverdense Náutico Paysandu Remo Sampaio Corrêa São José-RS Santa Cruz Tombense Treze Volta Redonda Ypiranga-RSLocalização dos times por Estado. Grupo A; Grupo B. Localização das equipes participantes da Série C de 2019 \| | \| ABC Atlético Acreano Boa Esporte Botafogo-PB Confiança Ferroviário Globo Imperatriz Juventude Luverdense Náutico Paysandu Remo Sampaio Corrêa São José-RS Santa Cruz Tombense Treze Volta Redonda Ypiranga-RSLocalização dos times por Estado. Grupo A; Grupo B. Localização das equipes participantes da Série C de 2019 \| | \| ABC Atlético Acreano Boa Esporte Botafogo-PB Confiança Ferroviário Globo Imperatriz Juventude Luverdense Náutico Paysandu Remo Sampaio Corrêa São José-RS Santa Cruz Tombense Treze Volta Redonda Ypiranga-RSLocalização dos times por Estado. Grupo A; Grupo B. Localização das equipes participantes da Série C de 2019 \| |                     |
| Juventude | \| ABC Atlético Acreano Boa Esporte Botafogo-PB Confiança Ferroviário Globo Imperatriz Juventude Luverdense Náutico Paysandu Remo Sampaio Corrêa São José-RS Santa Cruz Tombense Treze Volta Redonda Ypiranga-RSLocalização dos times por Estado. Grupo A; Grupo B. Localização das equipes participantes da Série C de 2019 \| | \| ABC Atlético Acreano Boa Esporte Botafogo-PB Confiança Ferroviário Globo Imperatriz Juventude Luverdense Náutico Paysandu Remo Sampaio Corrêa São José-RS Santa Cruz Tombense Treze Volta Redonda Ypiranga-RSLocalização dos times por Estado. Grupo A; Grupo B. Localização das equipes participantes da Série C de 2019 \| | \| ABC Atlético Acreano Boa Esporte Botafogo-PB Confiança Ferroviário Globo Imperatriz Juventude Luverdense Náutico Paysandu Remo Sampaio Corrêa São José-RS Santa Cruz Tombense Treze Volta Redonda Ypiranga-RSLocalização dos times por Estado. Grupo A; Grupo B. Localização das equipes participantes da Série C de 2019 \| | \| ABC Atlético Acreano Boa Esporte Botafogo-PB Confiança Ferroviário Globo Imperatriz Juventude Luverdense Náutico Paysandu Remo Sampaio Corrêa São José-RS Santa Cruz Tombense Treze Volta Redonda Ypiranga-RSLocalização dos times por Estado. Grupo A; Grupo B. Localização das equipes participantes da Série C de 2019 \| | Luverdense          |
| Alfredo Jaconi | \| ABC Atlético Acreano Boa Esporte Botafogo-PB Confiança Ferroviário Globo Imperatriz Juventude Luverdense Náutico Paysandu Remo Sampaio Corrêa São José-RS Santa Cruz Tombense Treze Volta Redonda Ypiranga-RSLocalização dos times por Estado. Grupo A; Grupo B. Localização das equipes participantes da Série C de 2019 \| | \| ABC Atlético Acreano Boa Esporte Botafogo-PB Confiança Ferroviário Globo Imperatriz Juventude Luverdense Náutico Paysandu Remo Sampaio Corrêa São José-RS Santa Cruz Tombense Treze Volta Redonda Ypiranga-RSLocalização dos times por Estado. Grupo A; Grupo B. Localização das equipes participantes da Série C de 2019 \| | \| ABC Atlético Acreano Boa Esporte Botafogo-PB Confiança Ferroviário Globo Imperatriz Juventude Luverdense Náutico Paysandu Remo Sampaio Corrêa São José-RS Santa Cruz Tombense Treze Volta Redonda Ypiranga-RSLocalização dos times por Estado. Grupo A; Grupo B. Localização das equipes participantes da Série C de 2019 \| | \| ABC Atlético Acreano Boa Esporte Botafogo-PB Confiança Ferroviário Globo Imperatriz Juventude Luverdense Náutico Paysandu Remo Sampaio Corrêa São José-RS Santa Cruz Tombense Treze Volta Redonda Ypiranga-RSLocalização dos times por Estado. Grupo A; Grupo B. Localização das equipes participantes da Série C de 2019 \| | Passo das Emas      |
| Capacidade: 19 924 | \| ABC Atlético Acreano Boa Esporte Botafogo-PB Confiança Ferroviário Globo Imperatriz Juventude Luverdense Náutico Paysandu Remo Sampaio Corrêa São José-RS Santa Cruz Tombense Treze Volta Redonda Ypiranga-RSLocalização dos times por Estado. Grupo A; Grupo B. Localização das equipes participantes da Série C de 2019 \| | \| ABC Atlético Acreano Boa Esporte Botafogo-PB Confiança Ferroviário Globo Imperatriz Juventude Luverdense Náutico Paysandu Remo Sampaio Corrêa São José-RS Santa Cruz Tombense Treze Volta Redonda Ypiranga-RSLocalização dos times por Estado. Grupo A; Grupo B. Localização das equipes participantes da Série C de 2019 \| | \| ABC Atlético Acreano Boa Esporte Botafogo-PB Confiança Ferroviário Globo Imperatriz Juventude Luverdense Náutico Paysandu Remo Sampaio Corrêa São José-RS Santa Cruz Tombense Treze Volta Redonda Ypiranga-RSLocalização dos times por Estado. Grupo A; Grupo B. Localização das equipes participantes da Série C de 2019 \| | \| ABC Atlético Acreano Boa Esporte Botafogo-PB Confiança Ferroviário Globo Imperatriz Juventude Luverdense Náutico Paysandu Remo Sampaio Corrêa São José-RS Santa Cruz Tombense Treze Volta Redonda Ypiranga-RSLocalização dos times por Estado. Grupo A; Grupo B. Localização das equipes participantes da Série C de 2019 \| | Capacidade: 10 000  |
| | \| ABC Atlético Acreano Boa Esporte Botafogo-PB Confiança Ferroviário Globo Imperatriz Juventude Luverdense Náutico Paysandu Remo Sampaio Corrêa São José-RS Santa Cruz Tombense Treze Volta Redonda Ypiranga-RSLocalização dos times por Estado. Grupo A; Grupo B. Localização das equipes participantes da Série C de 2019 \| | \| ABC Atlético Acreano Boa Esporte Botafogo-PB Confiança Ferroviário Globo Imperatriz Juventude Luverdense Náutico Paysandu Remo Sampaio Corrêa São José-RS Santa Cruz Tombense Treze Volta Redonda Ypiranga-RSLocalização dos times por Estado. Grupo A; Grupo B. Localização das equipes participantes da Série C de 2019 \| | \| ABC Atlético Acreano Boa Esporte Botafogo-PB Confiança Ferroviário Globo Imperatriz Juventude Luverdense Náutico Paysandu Remo Sampaio Corrêa São José-RS Santa Cruz Tombense Treze Volta Redonda Ypiranga-RSLocalização dos times por Estado. Grupo A; Grupo B. Localização das equipes participantes da Série C de 2019 \| | \| ABC Atlético Acreano Boa Esporte Botafogo-PB Confiança Ferroviário Globo Imperatriz Juventude Luverdense Náutico Paysandu Remo Sampaio Corrêa São José-RS Santa Cruz Tombense Treze Volta Redonda Ypiranga-RSLocalização dos times por Estado. Grupo A; Grupo B. Localização das equipes participantes da Série C de 2019 \| |                     |
| Náutico | \| ABC Atlético Acreano Boa Esporte Botafogo-PB Confiança Ferroviário Globo Imperatriz Juventude Luverdense Náutico Paysandu Remo Sampaio Corrêa São José-RS Santa Cruz Tombense Treze Volta Redonda Ypiranga-RSLocalização dos times por Estado. Grupo A; Grupo B. Localização das equipes participantes da Série C de 2019 \| | \| ABC Atlético Acreano Boa Esporte Botafogo-PB Confiança Ferroviário Globo Imperatriz Juventude Luverdense Náutico Paysandu Remo Sampaio Corrêa São José-RS Santa Cruz Tombense Treze Volta Redonda Ypiranga-RSLocalização dos times por Estado. Grupo A; Grupo B. Localização das equipes participantes da Série C de 2019 \| | \| ABC Atlético Acreano Boa Esporte Botafogo-PB Confiança Ferroviário Globo Imperatriz Juventude Luverdense Náutico Paysandu Remo Sampaio Corrêa São José-RS Santa Cruz Tombense Treze Volta Redonda Ypiranga-RSLocalização dos times por Estado. Grupo A; Grupo B. Localização das equipes participantes da Série C de 2019 \| | \| ABC Atlético Acreano Boa Esporte Botafogo-PB Confiança Ferroviário Globo Imperatriz Juventude Luverdense Náutico Paysandu Remo Sampaio Corrêa São José-RS Santa Cruz Tombense Treze Volta Redonda Ypiranga-RSLocalização dos times por Estado. Grupo A; Grupo B. Localização das equipes participantes da Série C de 2019 \| | Paysandu            |
| Aflitos | \| ABC Atlético Acreano Boa Esporte Botafogo-PB Confiança Ferroviário Globo Imperatriz Juventude Luverdense Náutico Paysandu Remo Sampaio Corrêa São José-RS Santa Cruz Tombense Treze Volta Redonda Ypiranga-RSLocalização dos times por Estado. Grupo A; Grupo B. Localização das equipes participantes da Série C de 2019 \| | \| ABC Atlético Acreano Boa Esporte Botafogo-PB Confiança Ferroviário Globo Imperatriz Juventude Luverdense Náutico Paysandu Remo Sampaio Corrêa São José-RS Santa Cruz Tombense Treze Volta Redonda Ypiranga-RSLocalização dos times por Estado. Grupo A; Grupo B. Localização das equipes participantes da Série C de 2019 \| | \| ABC Atlético Acreano Boa Esporte Botafogo-PB Confiança Ferroviário Globo Imperatriz Juventude Luverdense Náutico Paysandu Remo Sampaio Corrêa São José-RS Santa Cruz Tombense Treze Volta Redonda Ypiranga-RSLocalização dos times por Estado. Grupo A; Grupo B. Localização das equipes participantes da Série C de 2019 \| | \| ABC Atlético Acreano Boa Esporte Botafogo-PB Confiança Ferroviário Globo Imperatriz Juventude Luverdense Náutico Paysandu Remo Sampaio Corrêa São José-RS Santa Cruz Tombense Treze Volta Redonda Ypiranga-RSLocalização dos times por Estado. Grupo A; Grupo B. Localização das equipes participantes da Série C de 2019 \| | Curuzu              |
| Capacidade: 22 856 | \| ABC Atlético Acreano Boa Esporte Botafogo-PB Confiança Ferroviário Globo Imperatriz Juventude Luverdense Náutico Paysandu Remo Sampaio Corrêa São José-RS Santa Cruz Tombense Treze Volta Redonda Ypiranga-RSLocalização dos times por Estado. Grupo A; Grupo B. Localização das equipes participantes da Série C de 2019 \| | \| ABC Atlético Acreano Boa Esporte Botafogo-PB Confiança Ferroviário Globo Imperatriz Juventude Luverdense Náutico Paysandu Remo Sampaio Corrêa São José-RS Santa Cruz Tombense Treze Volta Redonda Ypiranga-RSLocalização dos times por Estado. Grupo A; Grupo B. Localização das equipes participantes da Série C de 2019 \| | \| ABC Atlético Acreano Boa Esporte Botafogo-PB Confiança Ferroviário Globo Imperatriz Juventude Luverdense Náutico Paysandu Remo Sampaio Corrêa São José-RS Santa Cruz Tombense Treze Volta Redonda Ypiranga-RSLocalização dos times por Estado. Grupo A; Grupo B. Localização das equipes participantes da Série C de 2019 \| | \| ABC Atlético Acreano Boa Esporte Botafogo-PB Confiança Ferroviário Globo Imperatriz Juventude Luverdense Náutico Paysandu Remo Sampaio Corrêa São José-RS Santa Cruz Tombense Treze Volta Redonda Ypiranga-RSLocalização dos times por Estado. Grupo A; Grupo B. Localização das equipes participantes da Série C de 2019 \| | Capacidade: 16 200  |
| | \| ABC Atlético Acreano Boa Esporte Botafogo-PB Confiança Ferroviário Globo Imperatriz Juventude Luverdense Náutico Paysandu Remo Sampaio Corrêa São José-RS Santa Cruz Tombense Treze Volta Redonda Ypiranga-RSLocalização dos times por Estado. Grupo A; Grupo B. Localização das equipes participantes da Série C de 2019 \| | \| ABC Atlético Acreano Boa Esporte Botafogo-PB Confiança Ferroviário Globo Imperatriz Juventude Luverdense Náutico Paysandu Remo Sampaio Corrêa São José-RS Santa Cruz Tombense Treze Volta Redonda Ypiranga-RSLocalização dos times por Estado. Grupo A; Grupo B. Localização das equipes participantes da Série C de 2019 \| | \| ABC Atlético Acreano Boa Esporte Botafogo-PB Confiança Ferroviário Globo Imperatriz Juventude Luverdense Náutico Paysandu Remo Sampaio Corrêa São José-RS Santa Cruz Tombense Treze Volta Redonda Ypiranga-RSLocalização dos times por Estado. Grupo A; Grupo B. Localização das equipes participantes da Série C de 2019 \| | \| ABC Atlético Acreano Boa Esporte Botafogo-PB Confiança Ferroviário Globo Imperatriz Juventude Luverdense Náutico Paysandu Remo Sampaio Corrêa São José-RS Santa Cruz Tombense Treze Volta Redonda Ypiranga-RSLocalização dos times por Estado. Grupo A; Grupo B. Localização das equipes participantes da Série C de 2019 \| |                     |
| Remo | \| ABC Atlético Acreano Boa Esporte Botafogo-PB Confiança Ferroviário Globo Imperatriz Juventude Luverdense Náutico Paysandu Remo Sampaio Corrêa São José-RS Santa Cruz Tombense Treze Volta Redonda Ypiranga-RSLocalização dos times por Estado. Grupo A; Grupo B. Localização das equipes participantes da Série C de 2019 \| | \| ABC Atlético Acreano Boa Esporte Botafogo-PB Confiança Ferroviário Globo Imperatriz Juventude Luverdense Náutico Paysandu Remo Sampaio Corrêa São José-RS Santa Cruz Tombense Treze Volta Redonda Ypiranga-RSLocalização dos times por Estado. Grupo A; Grupo B. Localização das equipes participantes da Série C de 2019 \| | \| ABC Atlético Acreano Boa Esporte Botafogo-PB Confiança Ferroviário Globo Imperatriz Juventude Luverdense Náutico Paysandu Remo Sampaio Corrêa São José-RS Santa Cruz Tombense Treze Volta Redonda Ypiranga-RSLocalização dos times por Estado. Grupo A; Grupo B. Localização das equipes participantes da Série C de 2019 \| | \| ABC Atlético Acreano Boa Esporte Botafogo-PB Confiança Ferroviário Globo Imperatriz Juventude Luverdense Náutico Paysandu Remo Sampaio Corrêa São José-RS Santa Cruz Tombense Treze Volta Redonda Ypiranga-RSLocalização dos times por Estado. Grupo A; Grupo B. Localização das equipes participantes da Série C de 2019 \| | Sampaio Corrêa      |
| Mangueirão | \| ABC Atlético Acreano Boa Esporte Botafogo-PB Confiança Ferroviário Globo Imperatriz Juventude Luverdense Náutico Paysandu Remo Sampaio Corrêa São José-RS Santa Cruz Tombense Treze Volta Redonda Ypiranga-RSLocalização dos times por Estado. Grupo A; Grupo B. Localização das equipes participantes da Série C de 2019 \| | \| ABC Atlético Acreano Boa Esporte Botafogo-PB Confiança Ferroviário Globo Imperatriz Juventude Luverdense Náutico Paysandu Remo Sampaio Corrêa São José-RS Santa Cruz Tombense Treze Volta Redonda Ypiranga-RSLocalização dos times por Estado. Grupo A; Grupo B. Localização das equipes participantes da Série C de 2019 \| | \| ABC Atlético Acreano Boa Esporte Botafogo-PB Confiança Ferroviário Globo Imperatriz Juventude Luverdense Náutico Paysandu Remo Sampaio Corrêa São José-RS Santa Cruz Tombense Treze Volta Redonda Ypiranga-RSLocalização dos times por Estado. Grupo A; Grupo B. Localização das equipes participantes da Série C de 2019 \| | \| ABC Atlético Acreano Boa Esporte Botafogo-PB Confiança Ferroviário Globo Imperatriz Juventude Luverdense Náutico Paysandu Remo Sampaio Corrêa São José-RS Santa Cruz Tombense Treze Volta Redonda Ypiranga-RSLocalização dos times por Estado. Grupo A; Grupo B. Localização das equipes participantes da Série C de 2019 \| | Castelão            |
| Capacidade: 45 007 | \| ABC Atlético Acreano Boa Esporte Botafogo-PB Confiança Ferroviário Globo Imperatriz Juventude Luverdense Náutico Paysandu Remo Sampaio Corrêa São José-RS Santa Cruz Tombense Treze Volta Redonda Ypiranga-RSLocalização dos times por Estado. Grupo A; Grupo B. Localização das equipes participantes da Série C de 2019 \| | \| ABC Atlético Acreano Boa Esporte Botafogo-PB Confiança Ferroviário Globo Imperatriz Juventude Luverdense Náutico Paysandu Remo Sampaio Corrêa São José-RS Santa Cruz Tombense Treze Volta Redonda Ypiranga-RSLocalização dos times por Estado. Grupo A; Grupo B. Localização das equipes participantes da Série C de 2019 \| | \| ABC Atlético Acreano Boa Esporte Botafogo-PB Confiança Ferroviário Globo Imperatriz Juventude Luverdense Náutico Paysandu Remo Sampaio Corrêa São José-RS Santa Cruz Tombense Treze Volta Redonda Ypiranga-RSLocalização dos times por Estado. Grupo A; Grupo B. Localização das equipes participantes da Série C de 2019 \| | \| ABC Atlético Acreano Boa Esporte Botafogo-PB Confiança Ferroviário Globo Imperatriz Juventude Luverdense Náutico Paysandu Remo Sampaio Corrêa São José-RS Santa Cruz Tombense Treze Volta Redonda Ypiranga-RSLocalização dos times por Estado. Grupo A; Grupo B. Localização das equipes participantes da Série C de 2019 \| | Capacidade: 40 149  |
| | \| ABC Atlético Acreano Boa Esporte Botafogo-PB Confiança Ferroviário Globo Imperatriz Juventude Luverdense Náutico Paysandu Remo Sampaio Corrêa São José-RS Santa Cruz Tombense Treze Volta Redonda Ypiranga-RSLocalização dos times por Estado. Grupo A; Grupo B. Localização das equipes participantes da Série C de 2019 \| | \| ABC Atlético Acreano Boa Esporte Botafogo-PB Confiança Ferroviário Globo Imperatriz Juventude Luverdense Náutico Paysandu Remo Sampaio Corrêa São José-RS Santa Cruz Tombense Treze Volta Redonda Ypiranga-RSLocalização dos times por Estado. Grupo A; Grupo B. Localização das equipes participantes da Série C de 2019 \| | \| ABC Atlético Acreano Boa Esporte Botafogo-PB Confiança Ferroviário Globo Imperatriz Juventude Luverdense Náutico Paysandu Remo Sampaio Corrêa São José-RS Santa Cruz Tombense Treze Volta Redonda Ypiranga-RSLocalização dos times por Estado. Grupo A; Grupo B. Localização das equipes participantes da Série C de 2019 \| | \| ABC Atlético Acreano Boa Esporte Botafogo-PB Confiança Ferroviário Globo Imperatriz Juventude Luverdense Náutico Paysandu Remo Sampaio Corrêa São José-RS Santa Cruz Tombense Treze Volta Redonda Ypiranga-RSLocalização dos times por Estado. Grupo A; Grupo B. Localização das equipes participantes da Série C de 2019 \| |                     |
| Santa Cruz | São José-RS | Tombense | Treze | Volta Redonda | Ypiranga de Erechim |
| Arruda | Passo d'Areia | Almeidão (MG) | Presidente Vargas | Raulino de Oliveira | Colosso da Lagoa    |
| Capacidade: 60 044 | Capacidade: 14 000 | Capacidade: 3 050 | Capacidade: 12 000 | Capacidade: 20 255 | Capacidade: 22 000  |
| | | | | |                     |
| ABC Atlético Acreano Boa Esporte Botafogo-PB Confiança Ferroviário Globo Imperatriz Juventude Luverdense Náutico Paysandu Remo Sampaio Corrêa São José-RS Santa Cruz Tombense Treze Volta Redonda Ypiranga-RSLocalização dos times por Estado. Grupo A; Grupo B. Localização das equipes participantes da Série C de 2019 | | | | |                     |

### Outros estádios
Além dos estádios de mando usual, outros estádios foram utilizados devido a punições de perda de mando de campo impostas pelo Superior Tribunal de Justiça Desportiva ou por causa de problemas de interdição dos estádios usuais ou simplesmente por opção dos clubes em mandar seus jogos em outros locais, geralmente buscando uma melhor renda.

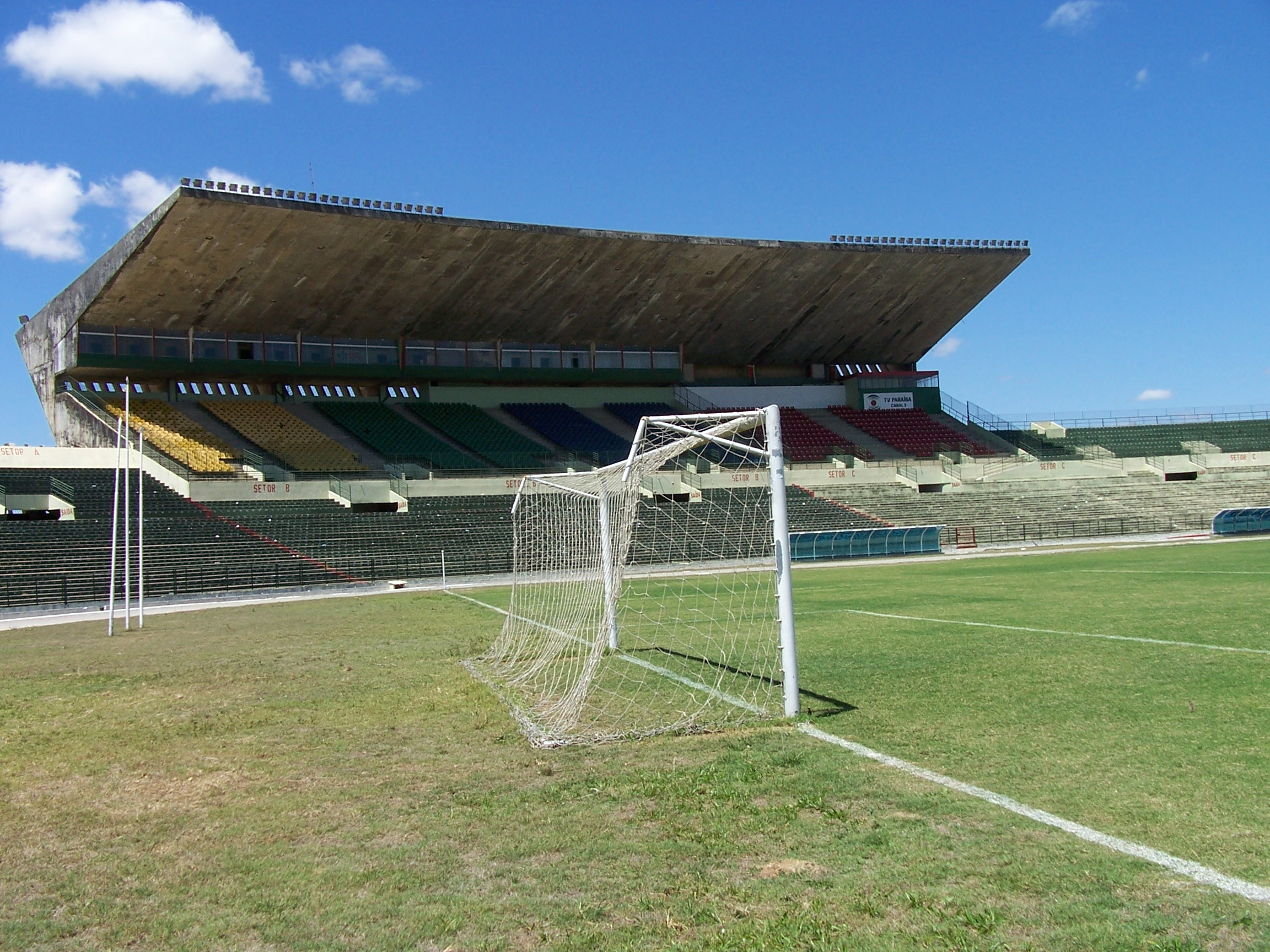
Amigão (Campina Grande)
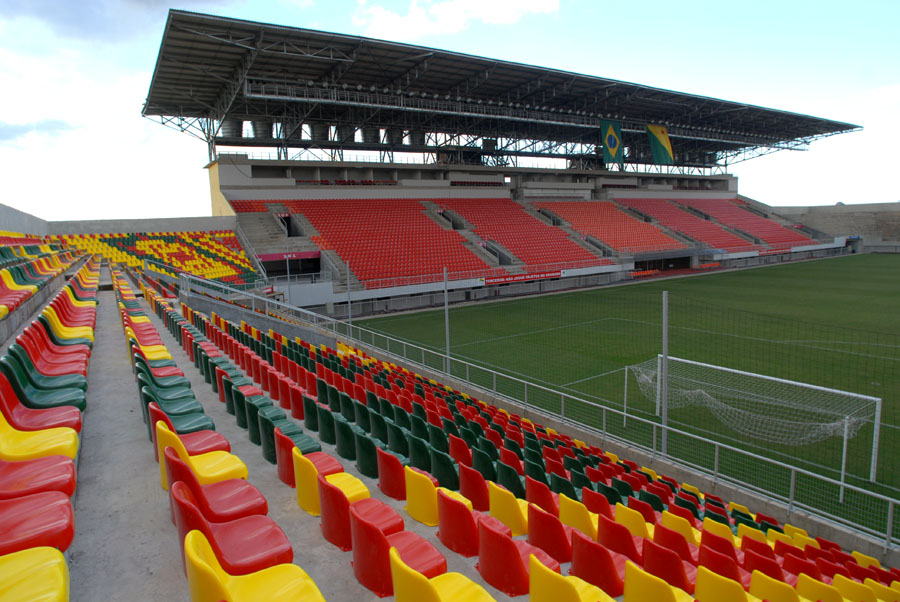
Arena da Floresta (Rio Branco)
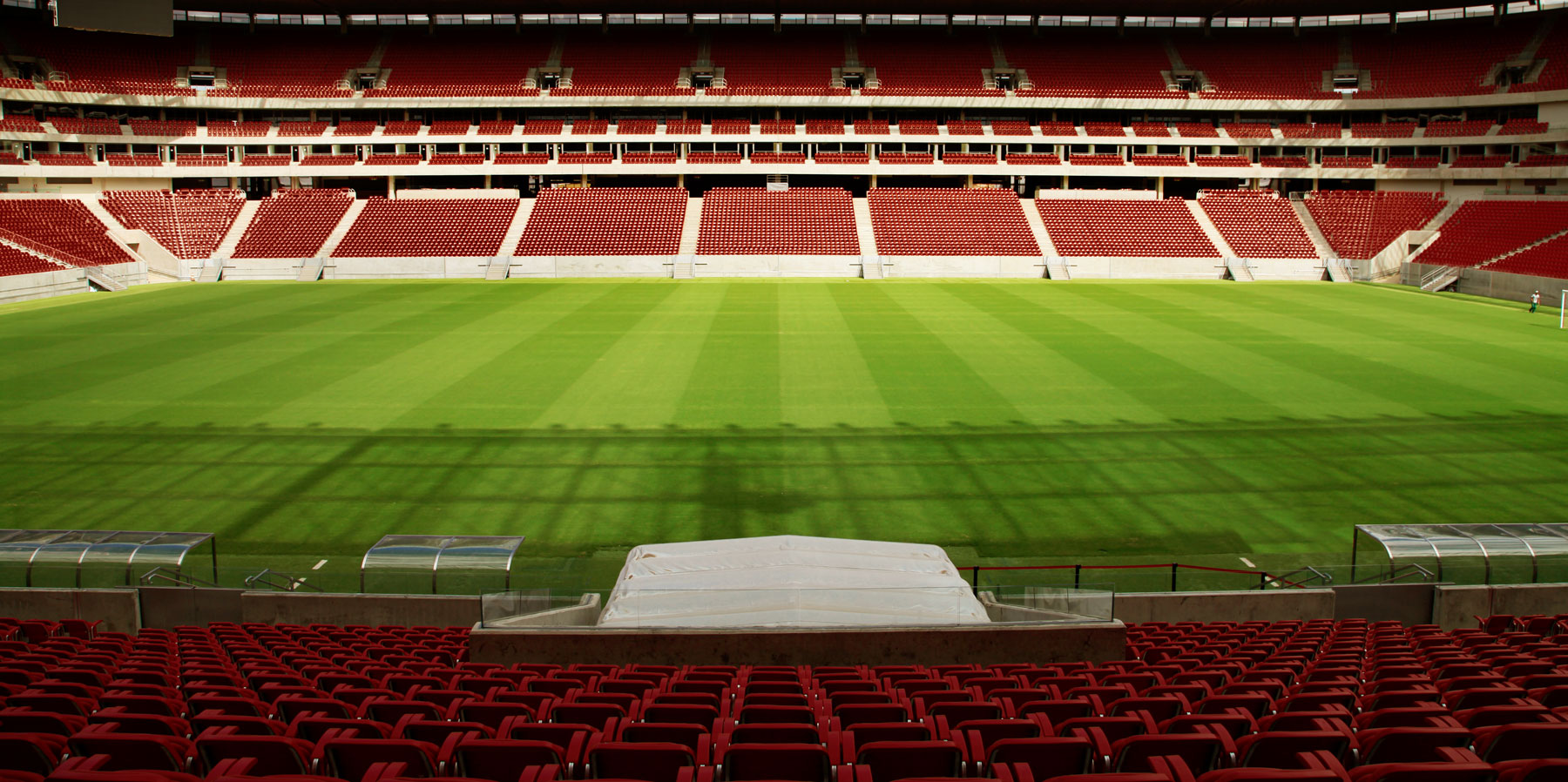
Arena Pernambuco (São Lourenço da Mata)
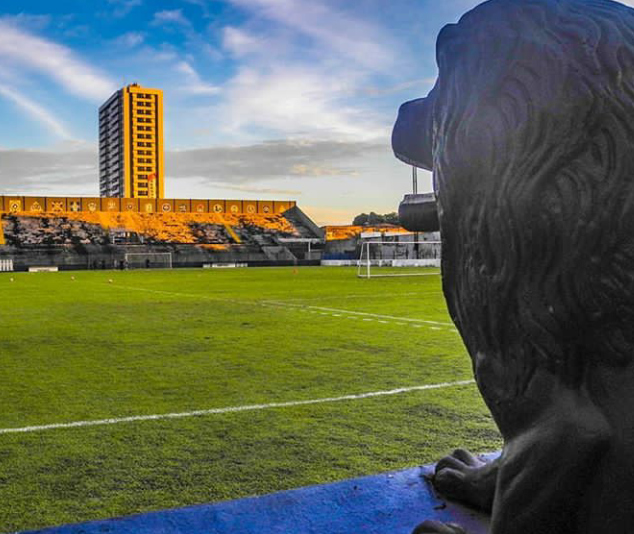
Baenão (Belém)
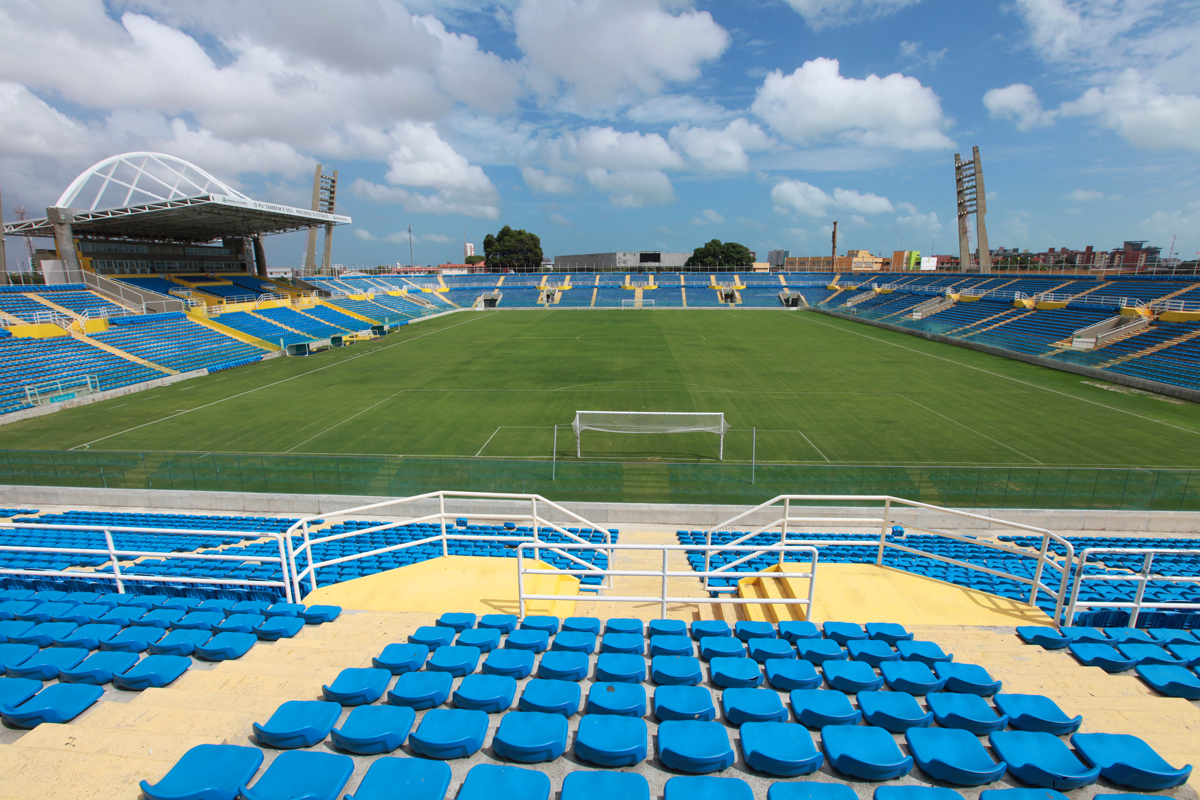
Presidente Vargas (Fortaleza)

## Primeira fase

### Grupo A
| Pos | Equipes        | Pts | J  | V  | E | D  | GP | GC | SG | Classificação ou rebaixamento        |
| --- | -------------- | --- | -- | -- | - | -- | -- | -- | -- | ------------------------------------ |
| 1   | Náutico        | 33  | 18 | 10 | 3 | 5  | 24 | 18 | +6 | Zona de classificação à próxima fase |
| 2   | Sampaio Corrêa | 31  | 18 | 9  | 4 | 5  | 22 | 19 | +3 | Zona de classificação à próxima fase |
| 3   | Imperatriz     | 28  | 18 | 8  | 4 | 6  | 27 | 22 | +5 | Zona de classificação à próxima fase |
| 4   | Confiança      | 26  | 18 | 7  | 5 | 6  | 22 | 22 | 0  | Zona de classificação à próxima fase |
| 5   | Ferroviário    | 25  | 18 | 7  | 4 | 7  | 21 | 20 | +1 |                                      |
| 6   | Botafogo-PB    | 25  | 18 | 6  | 7 | 5  | 26 | 22 | +4 |                                      |
| 7   | Santa Cruz     | 25  | 18 | 6  | 7 | 5  | 24 | 27 | –3 |                                      |
| 8   | Treze          | 19  | 18 | 5  | 4 | 9  | 22 | 27 | –5 |                                      |
| 9   | ABC            | 18  | 18 | 4  | 6 | 8  | 19 | 22 | –3 | Rebaixados à Série D de 2020         |
| 10  | Globo          | 16  | 18 | 4  | 4 | 10 | 19 | 27 | –8 | Rebaixados à Série D de 2020         |

### Confrontos
|                | ABC | BPB | CON | FAC | GLO | IMP | NAU | SAM | STC | TRE |
| -------------- | --- | --- | --- | --- | --- | --- | --- | --- | --- | --- |
| ABC            | —   | 1–2 | 1–2 | 2–4 | 1–1 | 2–4 | 2–0 | 1–1 | 0–0 | 2–0 |
| Botafogo-PB    | 1–1 | —   | 2–0 | 1–1 | 3–1 | 2–1 | 0–1 | 1–2 | 1–1 | 4–2 |
| Confiança      | 1–0 | 3–0 | —   | 1–0 | 2–1 | 3–1 | 1–1 | 0–2 | 1–1 | 0–1 |
| Ferroviário    | 1–2 | 0–0 | 2–2 | —   | 1–0 | 2–1 | 0–1 | 0–1 | 3–0 | 3–2 |
| Globo          | 0–2 | 0–3 | 2–0 | 2–0 | —   | 1–1 | 2–0 | 0–1 | 3–3 | 3–1 |
| Imperatriz     | 1–0 | 2–1 | 0–0 | 0–0 | 2–0 | —   | 2–0 | 3–0 | 0–1 | 2–2 |
| Náutico        | 1–1 | 2–1 | 3–1 | 0–1 | 2–2 | 4–2 | —   | 2–1 | 3–1 | 1–0 |
| Sampaio Corrêa | 1–0 | 1–1 | 1–1 | 3–1 | 2–0 | 0–1 | 0–2 | —   | 1–0 | 2–0 |
| Santa Cruz     | 2–1 | 1–1 | 3–1 | 0–2 | 2–1 | 3–2 | 1–0 | 3–3 | —   | 2–2 |
| Treze          | 0–0 | 2–2 | 1–3 | 2–0 | 1–0 | 1–2 | 0–1 | 3–0 | 2–0 | —   |

| Vitória do mandante Vitória do visitante Empate | Em negrito os jogos "clássicos". |

### Grupo B
| Pos | Equipes             | Pts | J  | V | E  | D  | GP | GC | SG  | Classificação ou rebaixamento        |
| --- | ------------------- | --- | -- | - | -- | -- | -- | -- | --- | ------------------------------------ |
| 1   | Ypiranga de Erechim | 28  | 18 | 7 | 7  | 4  | 18 | 10 | +8  | Zona de classificação à próxima fase |
| 2   | Juventude           | 28  | 18 | 7 | 7  | 4  | 20 | 14 | +6  | Zona de classificação à próxima fase |
| 3   | São José-RS         | 28  | 18 | 6 | 10 | 2  | 25 | 17 | +8  | Zona de classificação à próxima fase |
| 4   | Paysandu            | 28  | 18 | 6 | 10 | 2  | 18 | 11 | +7  | Zona de classificação à próxima fase |
| 5   | Remo                | 27  | 18 | 6 | 9  | 3  | 19 | 14 | +5  |                                      |
| 6   | Volta Redonda       | 25  | 18 | 6 | 7  | 5  | 22 | 19 | +3  |                                      |
| 7   | Tombense            | 23  | 18 | 6 | 5  | 7  | 17 | 20 | –3  |                                      |
| 8   | Boa Esporte         | 20  | 18 | 4 | 8  | 6  | 16 | 19 | –3  |                                      |
| 9   | Luverdense          | 13  | 18 | 1 | 10 | 7  | 13 | 19 | –6  | Rebaixados à Série D de 2020         |
| 10  | Atlético Acreano    | 11  | 18 | 2 | 5  | 11 | 12 | 37 | –25 | Rebaixados à Série D de 2020         |

### Confrontos
|               | AAC | BOA | JUV | LUV | PAY | REM | SJO | TOM | VRE | YPI |
| ------------- | --- | --- | --- | --- | --- | --- | --- | --- | --- | --- |
| Atlético-AC   | —   | 0–0 | 0–2 | 3–2 | 1–1 | 0–2 | 2–2 | 2–1 | 1–2 | 1–1 |
| Boa Esporte   | 0–0 | —   | 2–0 | 0–0 | 2–0 | 2–2 | 2–2 | 0–1 | 1–1 | 2–1 |
| Juventude     | 3–0 | 2–0 | —   | 2–0 | 1–1 | 1–1 | 1–1 | 2–0 | 1–0 | 0–1 |
| Luverdense    | 4–0 | 1–1 | 0–0 | —   | 1–3 | 0–1 | 0–0 | 0–0 | 1–1 | 0–1 |
| Paysandu      | 4–0 | 2–2 | 0–1 | 0–0 | —   | 1–1 | 1–1 | 1–0 | 0–0 | 0–0 |
| Remo          | 2–0 | 1–0 | 0–0 | 2–2 | 0–1 | —   | 2–0 | 0–2 | 2–1 | 0–0 |
| São José-RS   | 3–0 | 2–0 | 1–1 | 2–0 | 1–1 | 1–0 | —   | 2–0 | 4–2 | 0–0 |
| Tombense      | 3–2 | 3–1 | 1–0 | 1–1 | 0–1 | 2–2 | 1–1 | —   | 0–2 | 1–1 |
| Volta Redonda | 3–0 | 1–0 | 2–2 | 2–1 | 0–0 | 0–0 | 2–2 | 2–0 | —   | 1–2 |
| Ypiranga-RS   | 2–0 | 0–1 | 4–1 | 0–0 | 0–1 | 1–1 | 2–0 | 0–1 | 2–0 | —   |

| Vitória do mandante Vitória do visitante Empate | Em negrito os jogos "clássicos". |

### Desempenho por rodada
Clubes que lideraram o campeonato ao final de cada rodada:
|         | 1   | 2   | 3   | 4   | 5   | 6   | 7   | 8   | 9   | 10  | 11  | 12  | 13  | 14  | 15  | 16  | 17  | 18  |
| Grupo A | IMP | FAC | FAC | FAC | SAM | FAC | FAC | FAC | FAC | FAC | FAC | FAC | CON | SAM | SAM | SAM | SAM | NAU |
| Grupo B | VRE | PAY | VRE | VRE | REM | JUV | REM | JUV | JUV | JUV | JUV | JUV | SJO | VRE | JUV | JUV | JUV | YPI |

Clubes que ficaram na última posição do campeonato ao final de cada rodada:
|         | 1   | 2   | 3   | 4   | 5   | 6   | 7   | 8   | 9   | 10  | 11  | 12  | 13  | 14  | 15  | 16  | 17  | 18  |
| Grupo A | CON | CON | STC | STC | TRE | ABC | ABC | ABC | ABC | ABC | TRE | TRE | TRE | ABC | TRE | ABC | ABC | GLO |
| Grupo B | AAC | AAC | LUV | BOA | AAC | AAC | AAC | LUV | AAC | AAC | AAC | AAC | AAC | AAC | AAC | AAC | AAC | AAC |

## Fase final
Em itálico, os times que possuem o mando de campo no primeiro jogo do confronto e em negrito os times classificados.
|  | Quartas de final             | Quartas de final             | Quartas de final             | Quartas de final             |       |           | Semifinais          | Semifinais          | Semifinais          | Semifinais          |  |         | Final                         | Final                         | Final                         | Final                         |  |  |
|  | 31 de agosto a 9 de setembro | 31 de agosto a 9 de setembro | 31 de agosto a 9 de setembro | 31 de agosto a 9 de setembro |       |           | 14 e 22 de setembro | 14 e 22 de setembro | 14 e 22 de setembro | 14 e 22 de setembro |  |         | 29 de setembro e 6 de outubro | 29 de setembro e 6 de outubro | 29 de setembro e 6 de outubro | 29 de setembro e 6 de outubro |  |  |
|  |                              |                              |                              |                              |       |           |                     |                     |                     |                     |  |         |                               |                               |                               |                               |  |  |
|  | Imperatriz                   | 0                            | 0                            | 0                            |       |           |                     |                     |                     |                     |  |         |                               |                               |                               |                               |  |  |
|  | Juventude*                   | 0                            | 4                            | 4                            |       |           |                     |                     |                     |                     |  |         |                               |                               |                               |                               |  |  |
|  | Juventude*                   | 0                            | 4                            | 4                            |       | Juventude | 2                   | 1                   | 3 (3)               |                     |  |         |                               |                               |                               |                               |  |  |
|  |                              |                              |                              |                              |       | Juventude | 2                   | 1                   | 3 (3)               |                     |  |         |                               |                               |                               |                               |  |  |
|  |                              | Náutico (pen)                | 1                            | 2                            | 3 (4) |           |                     |                     |                     |                     |  |         |                               |                               |                               |                               |  |  |
|  | Paysandu                     | Náutico (pen)                | 1                            | 2                            | 3 (4) | 0         | 2                   | 2 (3)               |                     |                     |  |         |                               |                               |                               |                               |  |  |
|  | Paysandu                     |                              |                              |                              |       | 0         | 2                   | 2 (3)               |                     |                     |  |         |                               |                               |                               |                               |  |  |
|  | Náutico* (pen)               | 0                            | 2                            | 2 (5)                        |       |           |                     |                     |                     |                     |  |         |                               |                               |                               |                               |  |  |
|  | Náutico* (pen)               | 0                            | 2                            | 2 (5)                        |       |           |                     |                     |                     |                     |  | Náutico | 3                             | 2                             | 5                             |                               |  |  |
|  |                              |                              |                              |                              |       |           |                     |                     |                     |                     |  | Náutico | 3                             | 2                             | 5                             |                               |  |  |
|  |                              | Sampaio Corrêa               | 1                            | 2                            | 3     |           |                     |                     |                     |                     |  |         |                               |                               |                               |                               |  |  |
|  | Confiança*                   | Sampaio Corrêa               | 1                            | 2                            | 3     | 1         | 1                   | 2                   |                     |                     |  |         |                               |                               |                               |                               |  |  |
|  | Confiança*                   |                              |                              |                              |       | 1         | 1                   | 2                   |                     |                     |  |         |                               |                               |                               |                               |  |  |
|  | Ypiranga de Erechim          | 0                            | 1                            | 1                            |       |           |                     |                     |                     |                     |  |         |                               |                               |                               |                               |  |  |
|  | Ypiranga de Erechim          | 0                            | 1                            | 1                            |       | Confiança | 0                   | 0                   | 0                   |                     |  |         |                               |                               |                               |                               |  |  |
|  |                              |                              |                              |                              |       | Confiança | 0                   | 0                   | 0                   |                     |  |         |                               |                               |                               |                               |  |  |
|  |                              | Sampaio Corrêa               | 2                            | 1                            | 3     |           |                     |                     |                     |                     |  |         |                               |                               |                               |                               |  |  |
|  | São José-RS                  | Sampaio Corrêa               | 2                            | 1                            | 3     | 0         | 2                   | 2                   |                     |                     |  |         |                               |                               |                               |                               |  |  |
|  | São José-RS                  |                              |                              |                              |       | 0         | 2                   | 2                   |                     |                     |  |         |                               |                               |                               |                               |  |  |
|  | Sampaio Corrêa*              | 0                            | 3                            | 3                            |       |           |                     |                     |                     |                     |  |         |                               |                               |                               |                               |  |  |

*Classificados à Série B de 2020.

## Artilharia
| Gols | Jogador      | Time           |
| ---- | ------------ | -------------- |
| 8    | Eduardo      | Treze          |
| 8    | Luiz Eduardo | São José-RS    |
| 8    | Negueba      | Globo          |
| 8    | Salatiel     | Sampaio Corrêa |
| 7    | Édson Cariús | Ferroviário    |
| 7    | Felipe Alves | Botafogo-PB    |
| 7    | Jefinho      | ABC            |
| 7    | Matheus Lima | Imperatriz     |
| 7    | Pipico       | Santa Cruz     |
| 6    | Álvaro       | Náutico        |
| 6    | Núbio Flávio | Volta Redonda  |

### Hat-tricks
| Jogador      | Clube       | Adversário | Placar  | Data          | Ref.   |
| ------------ | ----------- | ---------- | ------- | ------------- | ------ |
| Édson Cariús | Ferroviário | ABC        | 4–2 (F) | 2 de junho    | [ 15 ] |
| Renato Cajá  | Juventude   | Imperatriz | 4–0 (C) | 9 de setembro | [ 16 ] |

(C) Em casa
(F) Fora de casa

## Maiores públicos
Estes são os dez maiores públicos do Campeonato:
| N.º | Público | Mandante       | Placar | Visitante        | Estádio        | Data          | Rodada  | Ref.   |
| --- | ------- | -------------- | ------ | ---------------- | -------------- | ------------- | ------- | ------ |
| 1   | 30 242  | Paysandu       | 1–1    | Remo             | Mangueirão     | 25 de agosto  | 18ª     | [ 17 ] |
| 2   | 25 872  | Remo           | 2–0    | São José-RS      | Mangueirão     | 16 de agosto  | 17ª     | [ 18 ] |
| 3   | 23 860  | Remo           | 0–1    | Paysandu         | Mangueirão     | 23 de junho   | 9ª      | [ 19 ] |
| 4   | 23 004  | Sampaio Corrêa | 2–2    | Náutico          | Castelão       | 6 de outubro  | Final   | [ 20 ] |
| 5   | 22 911  | Sampaio Corrêa | 3–2    | São José-RS      | Castelão       | 7 de setembro | Quartas | [ 21 ] |
| 6   | 22 263  | Santa Cruz     | 0–2    | Ferroviário      | Arruda         | 5 de julho    | 11ª     | [ 22 ] |
| 7   | 21 852  | Paysandu       | 4–0    | Atlético Acreano | Mangueirão     | 10 de agosto  | 16ª     | [ 23 ] |
| 8   | 20 315  | Paysandu       | 0–0    | Náutico          | Mangueirão     | 1 de setembro | Quartas | [ 24 ] |
| 9   | 18 258  | Juventude      | 4–0    | Imperatriz       | Alfredo Jaconi | 9 de setembro | Quartas | [ 25 ] |
| 10  | 18 010  | Remo           | 0–2    | Tombense         | Mangueirão     | 1 de agosto   | 15ª     | [ 26 ] |

## Menores públicos
Estes são os dez menores públicos do Campeonato:
| N.º | Público | Mandante            | Placar | Visitante           | Estádio          | Data         | Rodada | Ref.   |
| --- | ------- | ------------------- | ------ | ------------------- | ---------------- | ------------ | ------ | ------ |
| 1   | 42      | Atlético Acreano    | 3–2    | Luverdense          | Florestão        | 25 de agosto | 18ª    | [ 27 ] |
| 2   | 66      | São José-RS         | 2–0    | Boa Esporte         | Passo d'Areia    | 8 de junho   | 7ª     | [ 28 ] |
| 3   | 68      | Ypiranga de Erechim | 2–0    | Atlético Acreano    | Colosso da Lagoa | 6 de julho   | 11ª    | [ 29 ] |
| 4   | 69      | São José-RS         | 0–0    | Ypiranga de Erechim | Passo d'Areia    | 13 de julho  | 12ª    | [ 30 ] |
| 5   | 75      | Boa Esporte         | 2–0    | Paysandu            | Melão            | 26 de maio   | 5ª     | [ 31 ] |
| 6   | 78      | São José-RS         | 2–0    | Tombense            | Passo d'Areia    | 29 de junho  | 10ª    | [ 32 ] |
| 7   | 84      | São José-RS         | 3–0    | Atlético Acreano    | Passo d'Areia    | 20 de julho  | 13ª    | [ 33 ] |
| 8   | 96      | Boa Esporte         | 0–1    | Tombense            | Melão            | 22 de agosto | 18ª    | [ 34 ] |
| 9   | 104     | Boa Esporte         | 0–0    | Atlético Acreano    | Melão            | 12 de maio   | 3ª     | [ 35 ] |
| 10  | 116     | Boa Esporte         | 2–0    | Juventude           | Melão            | 20 de julho  | 13ª    | [ 36 ] |

## Médias de público
Estas são as médias de público dos clubes no Campeonato. Considera-se apenas os jogos da equipe como mandante e o público pagante:
| 1. Remo – 16 112 2. Paysandu – 11 555 3. Santa Cruz – 7 493 4. Confiança – 6 913 5. Sampaio Corrêa – 6 899 6. Náutico – 6 800 7. Juventude – 5 926 8. ABC – 5 640 9. Botafogo-PB – 4 513 10. Imperatriz – 3 619 | 1. Treze – 2 898 2. Ferroviário – 2 250 3. Ypiranga de Erechim – 1 195 4. Volta Redonda – 465 5. Tombense – 422 6. Globo – 408 7. Luverdense – 368 8. Atlético Acreano – 352 9. São José-RS – 235 10. Boa Esporte – 142 |

## Mudança de técnicos
| Clube          | Antecessor        | Motivo                      | Data           | Última partida                 | Rod       | Pos         | Sucessor                | Ref.          |
| -------------- | ----------------- | --------------------------- | -------------- | ------------------------------ | --------- | ----------- | ----------------------- | ------------- |
| Náutico        | Márcio Goiano     | Demitido                    | 12 de maio     | Náutico 0–1 Ferroviário        | 3ª        | 5º (Gr. A)  | Gilmar Dal Pozzo        | [ 38 ] [ 39 ] |
| ABC            | Ranielle Ribeiro  | Demitido                    | 13 de maio     | Confiança 1–0 ABC              | 3ª        | 3º (Gr. A)  | Sérgio Soares           | [ 40 ] [ 41 ] |
| Santa Cruz     | Leston Júnior     | Demitido                    | 19 de maio     | Santa Cruz 3–3 Sampaio Corrêa  | 4ª        | 10º (Gr. A) | Milton Mendes           | [ 42 ] [ 43 ] |
| Imperatriz     | Ruy Scarpino      | Resignado                   | 20 de maio     | Imperatriz 0–0 Confiança       | 4ª        | 5º (Gr. A)  | Paulinho Kobayashi      | [ 45 ] [ 46 ] |
| Paysandu       | Léo Condé         | Demitido                    | 27 de maio     | Boa Esporte 2–0 Paysandu       | 5ª        | 4º (Gr. B)  | Hélio dos Anjos         | [ 47 ] [ 48 ] |
| ABC            | Sérgio Soares     | Resignado                   | 9 de junho     | ABC 2–4 Imperatriz             | 7ª        | 10º (Gr. A) | Roberto Fernandes       | [ 49 ] [ 50 ] |
| Treze          | Flávio Araújo     | Resignado                   | 17 de junho    | Treze 1–3 Confiança            | 8ª        | 9º (Gr. A)  | Kleber Romero           | [ 51 ] [ 52 ] |
| Ferroviário    | Marcelo Vilar     | Contratado pelo São Caetano | 25 de junho    | Confiança 1–0 Ferroviário      | 9ª        | 1º (Gr. A)  | Leandro Campos          | [ 53 ] [ 54 ] |
| Treze          | Kleber Romero     | Remanejado                  | 25 de junho    | Botafogo-PB 4–2 Treze          | 9ª        | 9º (Gr. A)  | Luizinho Lopes          | [ 55 ]        |
| Sampaio Corrêa | Julinho Camargo   | Demitido                    | 26 de junho    | Imperatriz 3–0 Sampaio Corrêa  | 9ª        | 5º (Gr. A)  | João Brigatti           | [ 56 ] [ 57 ] |
| Tombense       | Ricardo Drubscky  | Demitido                    | 5 de julho     | Tombense 0–1 Paysandu          | 11ª       | 7º (Gr. B)  | Eugênio Souza           | [ 58 ] [ 59 ] |
| Boa Esporte    | Paulo Foiani      | Resignado                   | 8 de julho     | Volta Redonda 1–0 Boa Esporte  | 11ª       | 8º (Gr. B)  | Nedo Xavier             | [ 60 ] [ 61 ] |
| Treze          | Luizinho Lopes    | Demitido                    | 18 de julho    | Treze 1–2 Imperatriz           | 12ª       | 10º (Gr. A) | Kleber Romero           | [ 62 ]        |
| Ferroviário    | Leandro Campos    | Demitido                    | 25 de julho    | Ferroviário 0–1 Sampaio Corrêa | 14ª       | 3º (Gr. A)  | Marcelo Veiga           | [ 63 ] [ 64 ] |
| Treze          | Kleber Romero     | Demitido                    | 8 de agosto    | Sampaio Corrêa 2–0 Treze       | 15ª       | 10º (Gr. A) | Celso Teixeira          | [ 65 ] [ 66 ] |
| Luverdense     | Júnior Rocha      | Resignado                   | 16 de agosto   | Luverdense 1–3 Paysandu        | 17ª       | 9º (Gr. B)  | Maico Gaúcho (interino) | [ 67 ]        |
| Juventude      | Marquinhos Santos | Contratado pela Chapecoense | 16 de setembro | Juventude 2–1 Náutico          | Semifinal | Semifinal   | Fahel (interino)        | [ 68 ]        |

## Premiação
| Campeonato Brasileiro 2019 Série C           |
| Pernambuco                                   |
| -------------------------------------------- |
| Clube Náutico Capibaribe Campeão (1º título) |

## Classificação geral
A classificação geral dá prioridade ao clube que avançou mais fases, e ao campeão, mesmo que tenha menor pontuação.
| Pos | Times               | Pts | J  | V  | E  | D  | GP | GC | SG  | Classificação ou rebaixamento                            |
| --- | ------------------- | --- | -- | -- | -- | -- | -- | -- | --- | -------------------------------------------------------- |
| 1   | Náutico             | 42  | 24 | 12 | 6  | 6  | 34 | 26 | +8  | Promovidos à Série B em 2020 e finalistas                |
| 2   | Sampaio Corrêa      | 42  | 24 | 12 | 6  | 6  | 31 | 26 | +5  | Promovidos à Série B em 2020 e finalistas                |
| 3   | Juventude           | 35  | 22 | 9  | 8  | 5  | 27 | 17 | +10 | Promovidos à Série B em 2020 e eliminados nas semifinais |
| 4   | Confiança           | 30  | 22 | 8  | 6  | 8  | 24 | 26 | –2  | Promovidos à Série B em 2020 e eliminados nas semifinais |
| 5   | Paysandu            | 30  | 20 | 6  | 12 | 2  | 20 | 13 | +7  | Eliminados nas quartas de final                          |
| 6   | Imperatriz          | 29  | 20 | 8  | 5  | 7  | 27 | 26 | +1  | Eliminados nas quartas de final                          |
| 7   | Ypiranga de Erechim | 29  | 20 | 7  | 8  | 5  | 19 | 12 | +7  | Eliminados nas quartas de final                          |
| 8   | São José-RS         | 29  | 20 | 6  | 11 | 3  | 27 | 20 | +7  | Eliminados nas quartas de final                          |
| 9   | Remo                | 27  | 18 | 6  | 9  | 3  | 19 | 14 | +5  | Eliminados na primeira fase                              |
| 10  | Ferroviário         | 25  | 18 | 7  | 4  | 7  | 21 | 20 | +1  | Eliminados na primeira fase                              |
| 11  | Botafogo-PB         | 25  | 18 | 6  | 7  | 5  | 26 | 22 | +4  | Eliminados na primeira fase                              |
| 12  | Volta Redonda       | 25  | 18 | 6  | 7  | 5  | 22 | 19 | +3  | Eliminados na primeira fase                              |
| 13  | Santa Cruz          | 25  | 18 | 6  | 7  | 5  | 24 | 27 | –3  | Eliminados na primeira fase                              |
| 14  | Tombense            | 23  | 18 | 6  | 5  | 7  | 17 | 20 | –3  | Eliminados na primeira fase                              |
| 15  | Boa Esporte         | 20  | 18 | 4  | 8  | 6  | 16 | 19 | –3  | Eliminados na primeira fase                              |
| 16  | Treze               | 19  | 18 | 5  | 4  | 9  | 22 | 27 | –5  | Eliminados na primeira fase                              |
| 17  | ABC                 | 18  | 18 | 4  | 6  | 8  | 19 | 22 | –3  | Rebaixados à Série D de 2020                             |
| 18  | Globo               | 16  | 18 | 4  | 4  | 10 | 19 | 27 | –8  | Rebaixados à Série D de 2020                             |
| 19  | Luverdense          | 13  | 18 | 1  | 10 | 7  | 13 | 19 | –6  | Rebaixados à Série D de 2020                             |
| 20  | Atlético Acreano    | 11  | 18 | 2  | 5  | 11 | 12 | 37 | –25 | Rebaixados à Série D de 2020                             |